# Waters (film)
Waters (ウォーターズ?), noto anche con il titolo internazionale Gigolo Wannabe, è un film giapponese del 2006.

## Trama
Un artista di strada, un imprenditore, un ragioniere, un cuoco, un arredatore e due giocatori di pallacanestro – tutti, per diversi motivi, in ristrettezze economiche – si ritrovano a essere truffati da un sedicente manager che, dopo avere intascato una caparra per assumerli come host, è letteralmente "fuggito col malloppo"; arrivati nel luogo in cui avrebbero dovuto lavorare, trovano così soltanto un anziano padre con la sua giovane figlia, malata di cuore. Se l'intera esperienza creerà tra i sette una forte amicizia, allo stesso tempo scopriranno che le apparenze ingannano e finiranno per essere truffati una seconda volta, ma malgrado tutto ognuno conserverà un ricordo indimenticabile di quell'estate.

## Distribuzione
La pellicola ha goduto di una distribuzione a livello nazionale a cura della Gaga, a partire dall'11 marzo 2006.